# Route nationale 690
Die Route nationale 690, kurz N 690 oder RN 690, war eine französische Nationalstraße, die von 1933 bis 1973 in drei Abschnitten zwischen Châteauroux und Aubusson verlief. Ihre Gesamtlänge betrug 113 Kilometer.